# Mendive
Mendive is een gemeente in het Franse departement Pyrénées-Atlantiques (regio Nouvelle-Aquitaine) en telt 182 inwoners (1999). De plaats maakt deel uit van het arrondissement Bayonne.
Het uiterst zuidelijke deel van de gemeente behoort tot het stroomgebied van de Ebro, wat relatief zeldzaam is voor een Franse gemeente. Hier ligt het Woud van Irati.

## Geografie
De oppervlakte van Mendive bedraagt 45,8 km², de bevolkingsdichtheid is 4,0 inwoners per km².
De onderstaande kaart toont de ligging van Mendive met de belangrijkste infrastructuur en aangrenzende gemeenten.

## Demografie
Onderstaande figuur toont het verloop van het inwonertal (bron: INSEE-tellingen).